# زرب

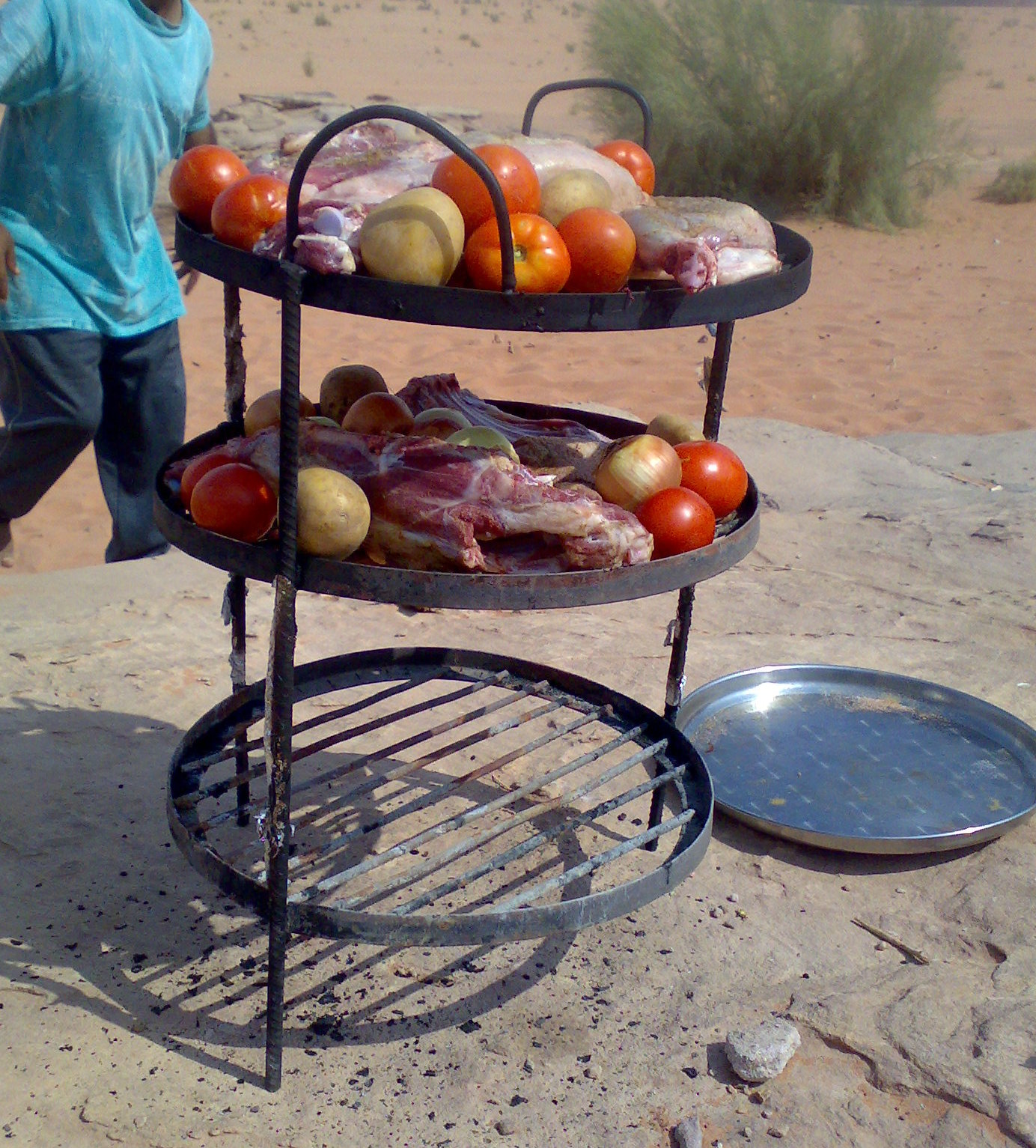
الزرب هو الطبق المفضل في البر في وادي رم، يوضع اللحم والخضار في الأعلى بينما الطابق الأسفل مخصص لوضع قدر الأرز

الزَّرْبُ أكلة عربية مشهورة في بادية الشام وعموم فلسطين والأردن، وهي شبيهة بأكلات الحنيذ أو المندي في الجزيرة العربية لكونها تطبخ بحفرةٍ تحت الأرض تكون بمثابة فرنٍ للشوي. في الأردن يعتبر الزَّرْب طبقاً تراثياً في بادية حسمى (وادي رم) ويستخدم لحم الخروف الصغير حصراً، بينما يستخدم في فلسطين وبعض مناطق الأردن الدجاج والسمك.

## المكونات
تتميز الأكلة بكونها تُصنع بحفر تحت الأرض تعمل كأفران لشوي اللحم والخضار واعداد الأرز. ويتم عمل الزرب باستخدام اللحوم (خصوصاً لحم الخروف الطازج) والخضروات (الطماطم والبصل) والأرز. بالإضافة إلى البهارات والملح والفلفل.

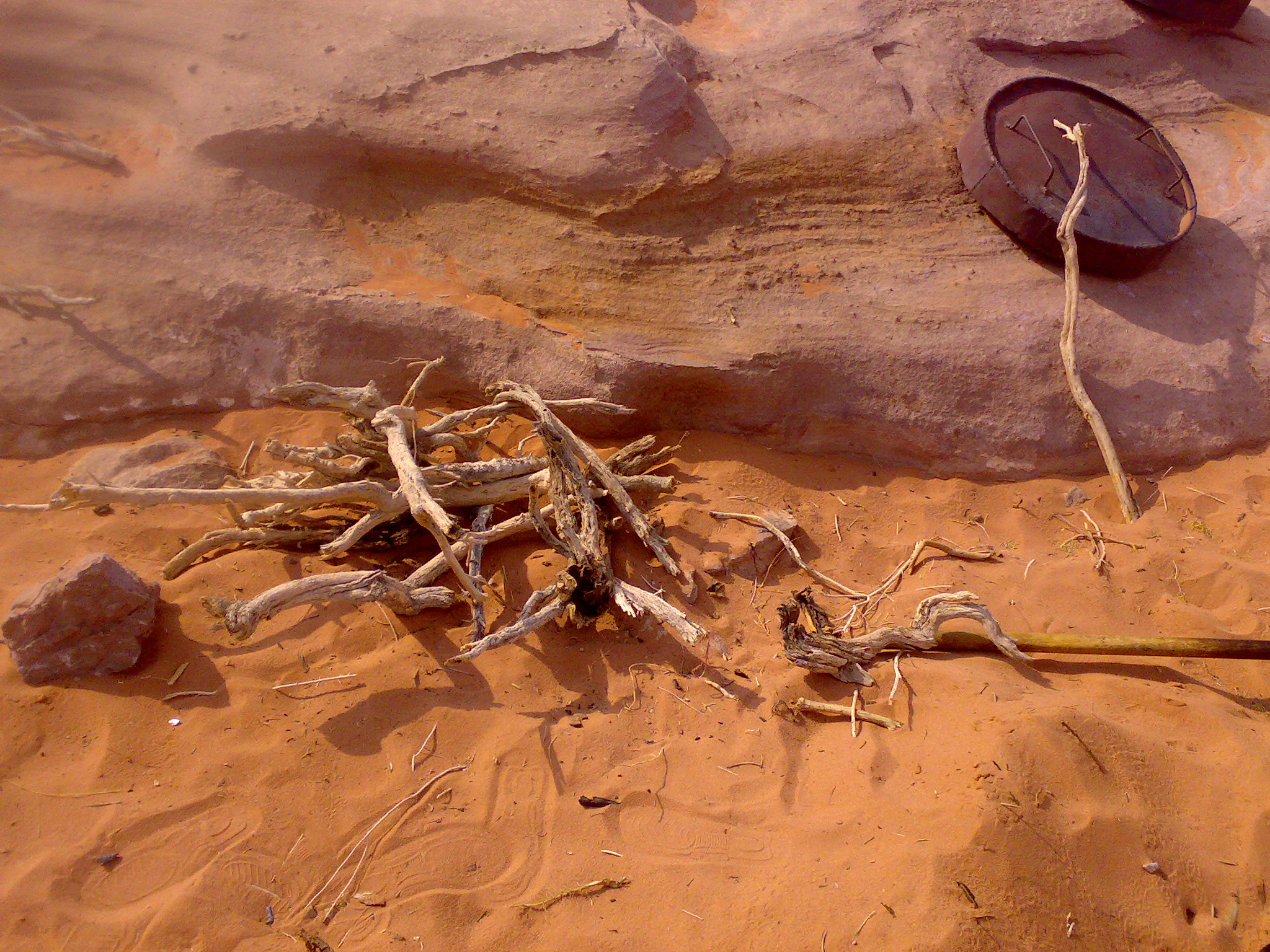
يعتبر حطب الغضى من أفضل الأنواع لطهي الزرب لكون جمره شديد الحرارة

## طريقة الإعداد

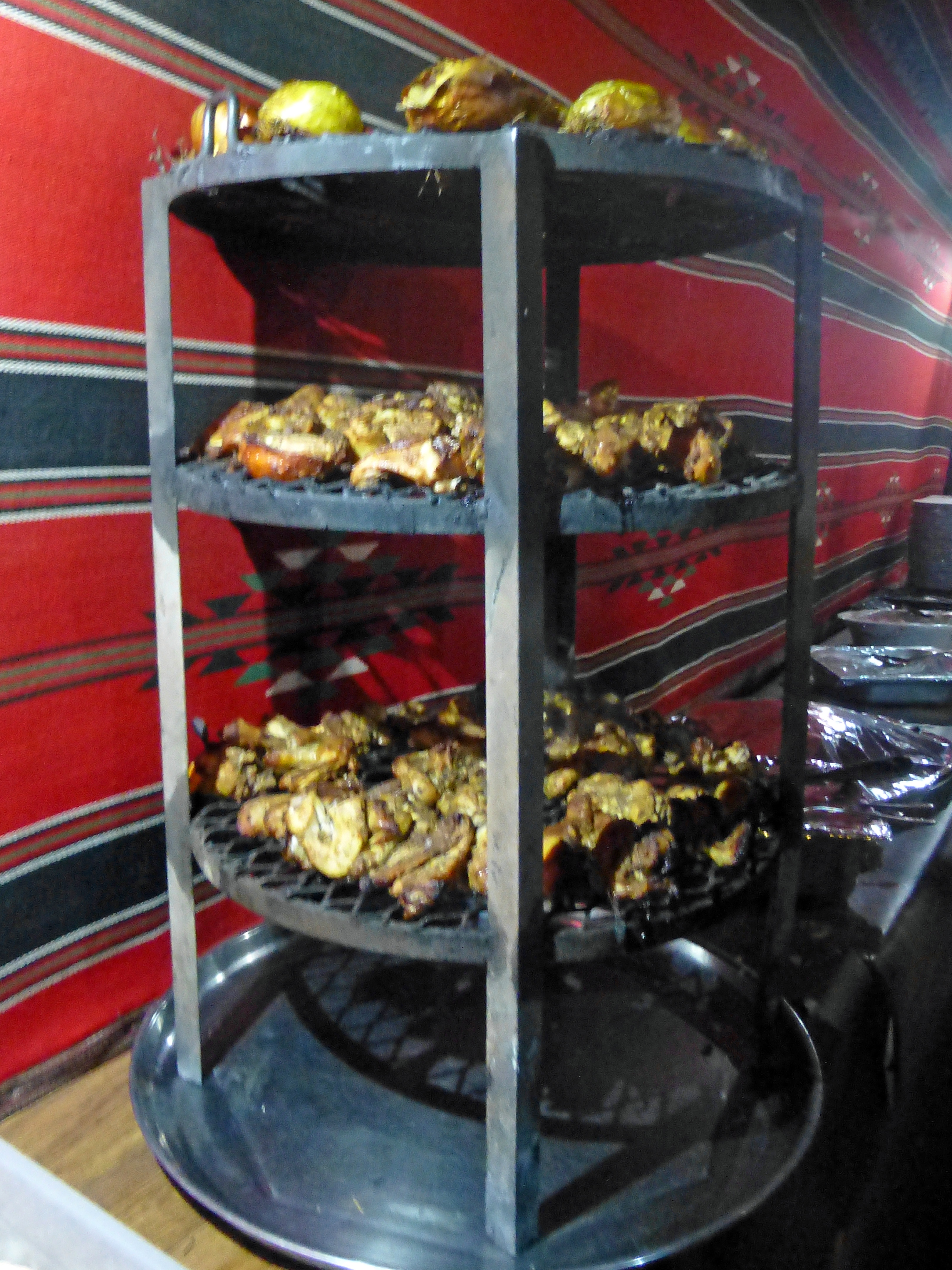
زرب ناضج على مائدة التقديم

عادة ما تكون بجانب البيوت (في القرى أو في البر) حفر للزرب بعمق متر وما شابه يوضع بها برميل معدني للمحافظة عليها واعادة استخدامها إضافة لضمان عدم انهيار الأتربة على الطعام والجمر. ويبدأ الإعداد باشعال الحطب، وهو عادة ما يكون من نبات الغضى المشتهر بحرارته، وبعد أن تخمد النار وتصير جمراً، يتم وضع صينية اللحم مع الخضار على سلة معدنية، أو هيكل معدني لاستيعاب طبقات من اللحم والخضار ويكون قِدر الأرز المنقوع مسبقاً متبل بالبهارات ومغطى عادة بورق القصدير، ويوضع قدر الأرز تحت اللحم ليسيح دهن اللحم على الأرز فيسكبه مذاق طيباً. بعد ادخال الهيكل أو السلة المعدنية التي تحمل المكونات إلى البرميل، يصار إلى اغلاق البرميل إغلاقاً محكماً يمنع دخول الهواء مما يتسبب في انطفاء النار وبقاء الحرارة الشديدة فينضج الطعام عن طريق الحرارة العالية. ويجب التأكد بانه لا يوجد أي منفس لدخول الهواء حتى لا يساعد على اشتعال النار واحتراق الطعام.
تختلف مدة الطبخ بداخل البرميل بناءاً على نوع اللحم المستخدم، فاللحوم البيضاء كلحم الدجاج تتطلب وقتاً قصيراً، بينما يتطلب تحضير خروف صغير بهذه الطريقة إلى حوالي ساعتين إلى ساعتين ونصف.